# 여통 (연왕)
여통(呂通, ? ~ 기원전 180년)은 중국 전한 사람으로, 전한 고제의 외척이며 이성 제후왕으로 연왕을 지냈다.

## 일대기
고황후의 큰오라버니 여택의 손자며 여태의 아들이며 여가의 아우로, 고황후 6년(기원전 182년)에 태황태후로 임조칭제하며 여씨 일족을 제후로 봉하던 고황후에게서 추후(錘侯, 腄侯)에 봉해졌다. 고황후 7년(기원전 181년) 9월에 연영왕 유건이 죽자, 고황후가 연영왕의 서자를 암살하고 10월에 동평후(東平侯)를 지내고 있던 여통을 후임 연왕으로 삼았으며 동평후는 여통의 아우 여장(呂莊)에게 주었다.
고황후 8년(기원전 180년), 고황후가 죽었고, 그 뒤를 이어 군권을 쥐고 통치하던 여산·여록 등을 주발·진평 등이 타도하면서 여통도 살해당했다.

## 가계

### 관련 인물
| - 여가 - 여록 - 여문 - 여산 | - 여석지 - 여치 - 여태 - 여택 |